# Avon (Seine-et-Marne)
Avon is een gemeente in het Franse departement Seine-et-Marne (regio Île-de-France) en telt 14.030 inwoners (1999). De plaats maakt deel uit van het arrondissement Fontainebleau.

## Geografie
De oppervlakte van Avon bedraagt 3,8 km², de bevolkingsdichtheid is 3692,1 inwoners per km².
De onderstaande kaart toont de ligging van Avon (Seine-et-Marne) met de belangrijkste infrastructuur en aangrenzende gemeenten.

## Demografie
Onderstaande figuur toont het verloop van het inwonertal (bron: INSEE-tellingen).